# Carabus sylvosus
Carabus sylvosus är en skalbaggsart som beskrevs av Thomas Say 1925. Carabus sylvosus ingår i släktet Carabus och familjen jordlöpare. Inga underarter finns listade i Catalogue of Life.